# Tsegede
Tsegede är ett distrikt i Etiopien.   Det ligger i regionen Tigray, i den nordvästra delen av landet, 500 km norr om huvudstaden Addis Abeba.